# Andreas Barraud

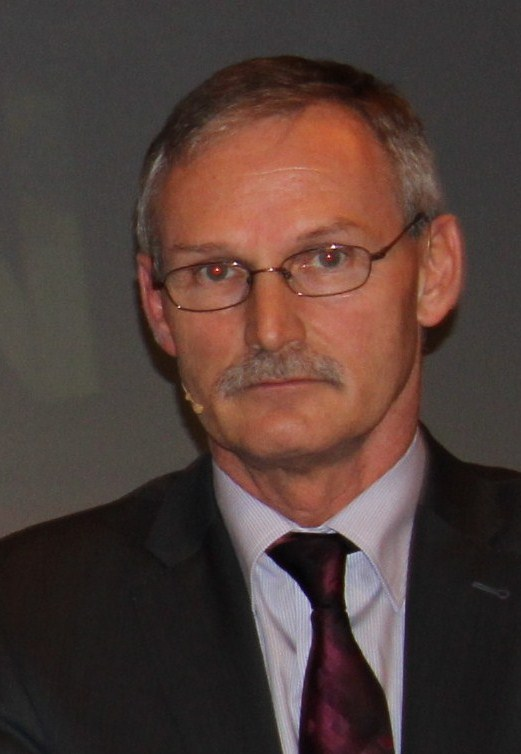
Andreas Barraud

Andreas Barraud (* 15. November 1957) ist ein Schweizer Politiker (SVP).
Ab 2001 war Barraud für die Schweizerische Volkspartei im Kantonsrat des Kantons Schwyz, wo er seit 2004 die SVP-Fraktion leitete. Im Juni 2002 kandidierte Barraud erstmals für den Regierungsrat, unterlag aber dem CVP-Kandidaten Lorenz Bösch, Ingenbohl. Damals war es ein weiterer gescheiterter Versuch der SVP, Einsitz in die Schwyzer Regierung zu erlangen.
Am 16. März 2008 schaffte er dann die Wahl in den Regierungsrat. Vom 1. Juli 2008 bis zum 30. Juni 2016 war er Vorsteher des Umweltdepartements. Vom 1. Juli 2016 bis zu seinem Rücktritt als Regierungsrat stand er dem Volkswirtschaftsdepartement vor. Vom 1. Juli 2014 bis zum 30. Juni 2016 war Barraud zudem Landammann des Kantons Schwyz. Per 31. Dezember 2022 trat Barraud als Regierungsrat zurück.
Barraud ist verheiratet und hat zwei Töchter. Er wohnt in Bennau.